# Teterboro
Teterboro è un comune degli Stati Uniti d'America, situato nello stato del New Jersey, nella contea di Bergen.
La maggior parte della superficie del comune è costituito dell'omonimo aeroporto.